# NGC 5815
NGC 5815 је спирална галаксија у сазвежђу Вага која се налази на NGC листи објеката дубоког неба.
Деклинација објекта је - 16° 50' 2" а ректасцензија 15h 0m 29,1s. Привидна величина (магнитуда) објекта NGC 5815 износи 14,3 а фотографска магнитуда 15,1. NGC 5815 је још познат и под ознакама MCG -3-38-44, IRAS 14576-1638, PGC 53600.